# Kehancha
Kehancha – miasto w Kenii, w hrabstwie Migori. W 2019 liczyło 22,2 tys. mieszkańców.